# Anna Stoopendaal
Anna Helena Josefina Stoopendaal, född 1 mars 1866 i Stockholm, död 7 september 1943 i Hindås, var en svensk målare.
Hon var dotter till handlaren Carl Fredrik Janzon och hans hustru Emilie Jozefina Euprosyne Haglund och från 1899 gift med Georg Stoopendaal och mor till Mosse Stoopendaal. Hon studerade målning för Oskar Törnå och var därefter verksam som landskapsmålare. Hon ställde som regel ut tillsammans med sin man och sin son bland annat i Göteborg 1929. Stoopendaal finns representerad vid Göteborgs stadsmuseum och Borås konstmuseum.